# International Times
International Times (также it или IT) — название нескольких андеграундных газет, первая из которых была основана в Лондоне в 1966 году и выходила в печать до октября 1973 года. Среди редакторов издания фигурировали Джон Хопкинс, Дэвид Майровиц, Роджер Хатчинсон (писатель), Питер Стэнсилл, Барри Майлз, Джим Хейнс и драматург Том Макграт. Джек Мур, писатель-авангардист Уильям Леви и Мик Фаррен, вокалист группы The Deviants, также, в разное время, выступали редакторами International Times.
Логотип газеты представляет собой чёрно-белое изображение Теды Бара, вампийской звезды немого кино. Первоначально предполагалось использовать образ актрисы Клары Боу из фильма «Эта девушка», однако изображение Теды Бары подвернулось создателям случайно и после пробной печати было решено остановиться на нём. Одним из спонсоров газеты был музыкант Пол Маккартни, наряду с писателем Алленом Гинзбергом.
В 2008 году газета появилась в интернете в виде онлайн-архива, за реализацию проекта отвечал бывший редактор IT Майк Лессер, а финансированием занимался один из приемников компании Littlewoods Джеймс Мурс. В 2011 году издание было перезапущено в формате онлайн-журнала, в которой начали публиковаться новые материалы (эту идею предложил Лессеру актёр Хиткоут Уильямс). Первым редактором онлайн-журнала стал ирландский поэт Найл Макдевитт, впоследствии эту должность также занимал Хиткоут Уильямс, вплоть до своей смерти в 2017 году. Текущий главным редактором IT является Ник Виктор; в число его помощников входят Елена Кальдера, Клэр Палмер и Дэвид Эрдос.

## История
Первый номер International Times вышел в свет 15 октября 1966 года. Он распространялся среди посетителей клуба The Roundhouse во время мероприятия All Night Rave, в котором, среди прочих, участвовали звёзды лондонской андеграундной музыкальной сцены Soft Machine и Pink Floyd. Данное представление, организованное Барри Майлзом, Джоном Хопкинсом и Джимом Хейнзом, было организовано специально для презентации International Times. Это мероприятие посетили такие именитые гости, как Пол Маккартни, Марианна Фэйтфул, Микеланджело Антониони, Питер Брук и Моника Витти. Музыкант Дэвид Аллен из группы Soft Machine описал запуск андеграундного издания, как «одно из двух самых революционных событий в истории английской альтернативной музыки и мышления. Запуск „IT“ был очень важен, так как он ознаменовал признание быстро распространяющейся социокультурной революции, параллели которой уже были в США».
В апреле 1967 года, и некоторое время спустя, полиция провела несколько рейдов в офисах International Times, как утверждается, с целью помешать выходу газеты. 29 апреля 1967 года в Александра-палас прошло благотворительное мероприятие «14 Hour Technicolor Dream» в её поддержку. Список выступавших на концерте включал таких исполнителей, как Pink Floyd, The Pretty Things, The Crazy World of Arthur Brown, Soft Machine, The Move и Sam Gopal Dream. Несмотря на преследования со стороны полиции, тираж газеты продолжал расти за счёт финансовой помощи Пола Маккартни, близкого друга редактора Барри Майлза. Публикуемая раз в две недели, IT стала ведущей британской андеграундной газетой, в конце 1968 — начале 1969 года ее тираж составил около 40 000 экземпляров, прежде чем еще один полицейский рейд, а также конкуренция со стороны новых изданий, таких как Time Out, привели к снижению продаж и финансовому кризису.
В ответ на очередной налет на офисы International Times лондонская альтернативная пресса нанесла полиции ответный удар, освещённый несколькими британскими СМИ, в ом числе газетой Evening Standard, которая вышла под заголовком «Рейд на Скотланд-Ярд». В свою очередь, на страницах андеграундного издания The Black Dwarf был опубликован подробный путеводитель по Скотленд-Ярду, дополненный схемами, описаниями замков на отдельных дверях и фрагментами подслушанных разговоров в кабинетах Спецотдела. Анонимный автор, или «синий карлик», как он называл себя, рассказал, как он просматривал полицейские файлы, и даже утверждал, что пробовал дорогое виски в офисе комиссара. Спустя несколько дней редакция The Daily Telegraph объявила, что «рейд» вынудил полицию переделать все пропуска для своих сотрудников.
В 1970 году группа сотрудников International Times, во главе с фотографом Грэмом Кином, выпустила Cyclops, позиционирующийся как «Первый английский комикс для взрослых».

## Последующее использование названия
Впервые выпуск газеты был приостановлен в октябре 1973 года после того, как редакция издания была оштрафована судом за размещение рекламы для геев. Бренд был возрождён другим издателем в мае 1974 года, который выпускал газету до октября (вышло 3 номера). В 1975 году другое лондонское андеграундное издание, Maya, временно переименовалось в IT — the International Times, выпуская материал под этим названием до ноября. В следующем месяце вышла новая газета с таким же названием, выпуск которой продолжался вплоть до марта 1976 года, после чего последовала пауза до января 1977 года, и окончательное закрытие в августе.
Публикации под эгидой International Times продолжали выходить с января по декабрь 1978 года, после чего вновь — с апреля 1979 по июнь 1980 года. В июне 1982 года был выпущен единственный «фестивальный выпуск». Бренд International Times был возрожден в 1986 году с тремя выпусками газеты с января по март, они стали последними бумажными релизами  International Times.
В 2016 году, по случаю пятидесятилетнего юбилея со дня выхода первого экземпляра журнала, начали выходить новые печатные выпуски IT (с нулевого номера). Их главным редактором выступил Хиткот Рутвен.
Также под эгидой газеты были опубликованы две книги. Оба представляют собой сборники стихов: «Royal Babylon» Хиткоута Уильямса, в которой автор критикует британскую монархию, и «Porterloo» Найла Макдевитта, книга, высмеивающая консервативную партию и отражающая контркультуру 2011-2012 годов.

## Редакторы
Многие люди, ставшие известными британскими персонами, в разные годы писали для International Times, в том числе феминистский критик Жермен Грир, поэт и общественный обозреватель Джефф Наттолл, оккультист Кеннет Грант и ди-джей Джон Пил. В газете были напечатаны многие оригинальные произведения андеграундных писателей, таких как Александр Трокки; Уильям Берроуз и Аллен Гинзберг.
Главными редакторами International Times в конце 1970-х были Хиткоут Уильямс, Макс Хэндли, Майк Лессер, Эдди Вудс (редактор из Амстердама) и Крис Сандерс.
В 1986 году Тони Аллен и Крис Брук перезапустили International Times. После трех номеров (Vol 86; выпуски 1,2,3) Аллен ушел, а Брук выпустил ещё один номер газеты (том 86; выпуск 4). После релиза нескольких отдельных номеров в 1991 году, в 2000 году Брук и другие бывшие редакторы газеты начали публиковаться от имени International Times онлайн через альтернативный сервер «Phreak».

## Онлайн-архив
International Times (NIIT) Archive — это бесплатный онлайн-архив всех выпусков газеты International Times. Он включает номера начиная от предшественника IT, The Longhair Times, выпущенного в 1 апреля 1966 года, до ошибочно названного «последним номером» — ксерокопированного выпуска 1994 года, напечатанном на одном листе. Континуум этого журнала, по сути, включает выпуски и веб-публикации последней редакционной группы (IT № 4 Vol 1986) до наших дней.
The IT Archive был запущен 16 июля 2009 года в галерее Idea Generation.
IT Archive был основан Майком Лессером при поддержке соавторов и редакторов IT, включая Мика Фаррена, Джона Хопкинса, Дэйва Майровица, Питера Стэнсилла и Хиткоута Уильямса и других.